# Agip
Agip (Azienda Generale Italiana Petroli) is de merknaam van de tankstationketen van het Italiaanse aardolie- en energiebedrijf Eni.
De onderneming werd in 1926 in Italië opgericht en in 1953 in het concern Eni opgenomen. Het logo van Agip is een vuurspuwende zespotige hond (die bij Formule 1-wedstrijden vaak prominent in beeld komt). In heel Europa zijn er 6.441 tankstations, waarvan 4.390 in Italië.
Agip (Eni) · Aral · Argos Oil · AVIA · BP · Esso · Gulf Oil · IQ-Diskont · JET · LUKoil · MOL · OCTA+ · OK Nederland · OMV · Orlen · Preem · Q8 · Repsol · Shell · Statoil · Tamoil · Texaco · Total

Onbemande tankstations in België en Nederland: AVIA Xpress · amiGo · DATS 24 · Esso Express · Firezone · OK Express · Q8 Easy · Shell Express · Tamoil Express · Tango · Tinq · Total Express